# میلون

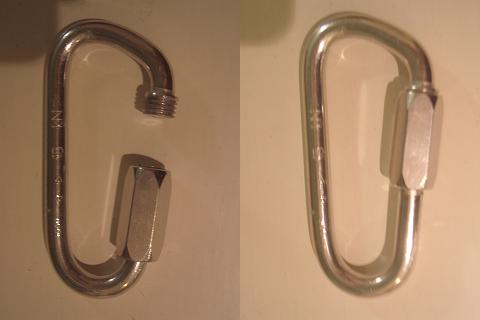
میلون با دهانهٔ باز و بسته.

میلون (به فرانسوی: Maillon) یک حلقهٔ اتصال فلزی است که کاربردی مشابه کارابین دارد. میلون‌ها یک حلقهٔ خمیدهٔ پیچ‌دار هستند که با بسته شدن مهرهٔ دهانه مقاوت زیادی دارند اما استفادهٔ آن‌ها از کارابین سخت‌تر است. این وسیله نیز مانند کارابین در دسترس است و با اشکال و ضخامت‌های مختلف منطبق بر اشکال کارابین‌ها تولید می‌شود.
کلمهٔ میلون، یک کلمهٔ فرانسوی و به معنای «پیوند» است.

## استفاده
میلون‌ها در صعودهای ورزشی و غارنوردی کاربرد دارد. در غارنوردی برای ایجاد اتصالات مهم و امن، تکنیک‌های تک‌طناب، یا اتصال طناب‌ها به کارگاه مورد استفاده قرار می‌گیرد. همچنین در صعود برای برپایی کارگاه‌هایی که قرار است در همان‌جا رها شود کاربرد دارد. می‌توان از میلون برای اتصال به هارنس استفاده نمود اما به صورت دوبل.